# SEAT Arosa
El SEAT Arosa (modelo 6H) es un automóvil del segmento A producido por la marca española SEAT entre los años 1997 y 2004. Su nombre se refiere a Villagarcía de Arosa, un municipio de la provincia de Pontevedra (Galicia, España). Es un cuatro plazas con carrocería hatchback de tres puertas, motor delantero y tracción delantera. El SEAT Arosa es el sucesor del SEAT Marbella y el predecesor del SEAT Mii, lanzado a finales de 2011.

## Historia
SEAT a principios de los años 90 una vez estructura su nueva gama formando ya parte del Grupo VW, se plantea lanzar un nuevo vehículo para sustituir al SEAT Marbella, modelo más veterano por aquel entonces dentro de su gama. Se empieza a realizar los primeros proyectos con bocetos y maquetas, pues no estaba claro del todo si darle una apariencia algo distinta al nuevo modelo se buscaba algo más moderno y elaborado que su antecesor, dentro de este nuevo proyecto se dio la posibilidad en 1991 de ser un desarrollo compartido entre SEAT, Volkswagen y Ford como socios, ya que también entre las tres marcas se había llegado a un acuerdo de colaboración para realizar los futuros modelos monovolumen de siete plazas la SEAT Alhambra, Volkswagen Sharan y Ford Galaxy, finalmente Ford abandonaría el proyecto del mini urbano. En 1992 al proyecto se uniría Suzuki pero ya con el modelo casi listo se acabaría suspendiendo, después de múltiples ideas para el desarrollo del modelo solo quedaría las dos marcas del Grupo VW, SEAT y Volkswagen dispuestas en desarrollar el modelo, se hace oficial su presentación con el nombre SEAT Arosa y se vería por primera vez en el Salón del automóvil de Ginebra, en marzo de 1997, fue diseñado por Jozef Kabaň, quien más tarde diseñaría el Bugatti Veyron. El Arosa utilizaba una nueva plataforma la A00 del Grupo Volkswagen que era derivada de la A03 utilizada por el SEAT Ibiza de segunda generación y Volkswagen Polo de tercera generación, ya que esta modificada para que fuera más pequeña acorde al modelo, además que al siguiente año en 1998 aparecería el nuevo modelo de Volkswagen denominado como Volkswagen Lupo, y que estaba basado en el Arosa compartiendo muchos aspectos de diseño. En un principio la producción se llevó a cabo en la planta de Volkswagen en Wolfsburg, Alemania pero poco después la fabricación del Arosa se trasladaría a la factoría de las instalaciones de SEAT en Martorell, España. Sus principales rivales eran el Ford Ka, el Opel Agila y el Renault Twingo.

### Diseño
Inicialmente, en 1997 el Arosa tenía una calandra trapecial invertida y faros rectangulares redondeados, es decir, su frontal tenía unos toques de diseño parecidos a la gama actual de aquel entonces como el SEAT Toledo de la primera generación; SEAT Ibiza o SEAT Córdoba.   
En el año 2000 el SEAT Arosa sufrió un gran rediseño, se presentaría en Salón del Automóvil de París a finales del año. El nuevo Arosa (modelo 6H1), conocido como Arosa II, aunque sigue siendo el mismo modelo con una estética más moderna, su calandra pasó a tener tres entradas de aire y sus faros eran trapezoidales, similares a los de la tercera generación del SEAT Ibiza, los faros traseros pasaron a ser de tipo lexus y según la versión podían tener el fondo rosado o negro. 

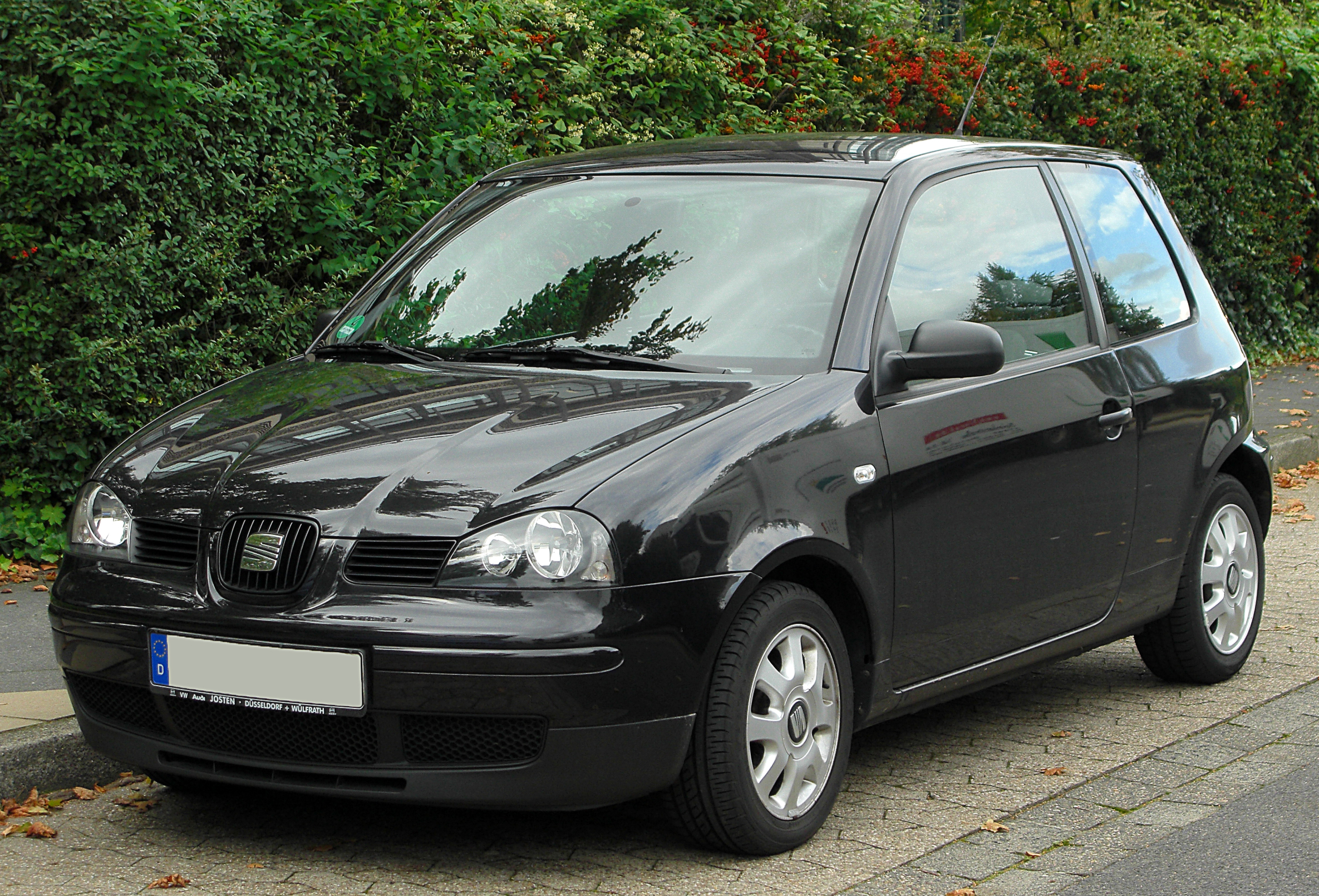
SEAT Arosa serie 2 (vista frontal).
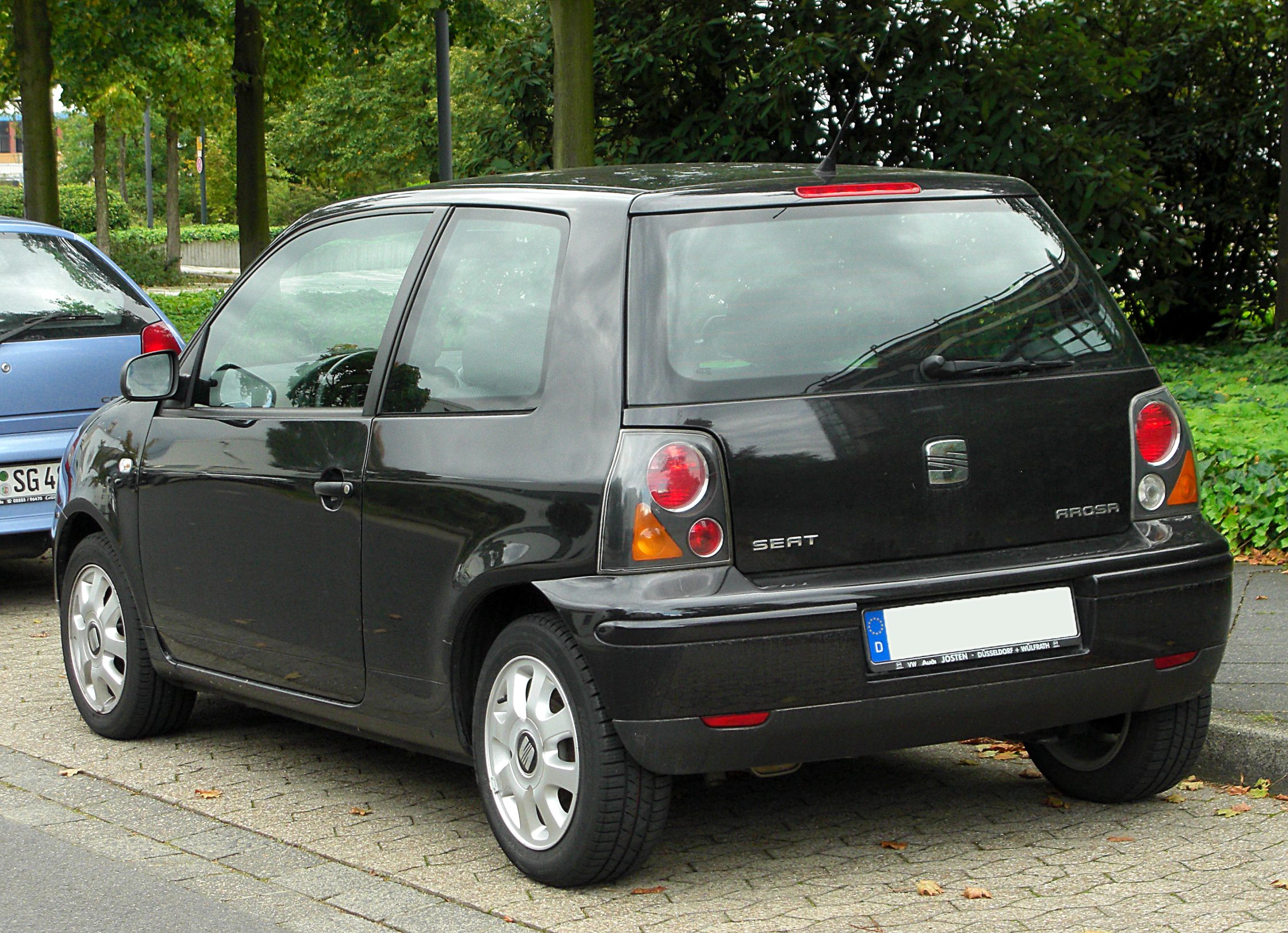
Arosa serie 2 (posterior).
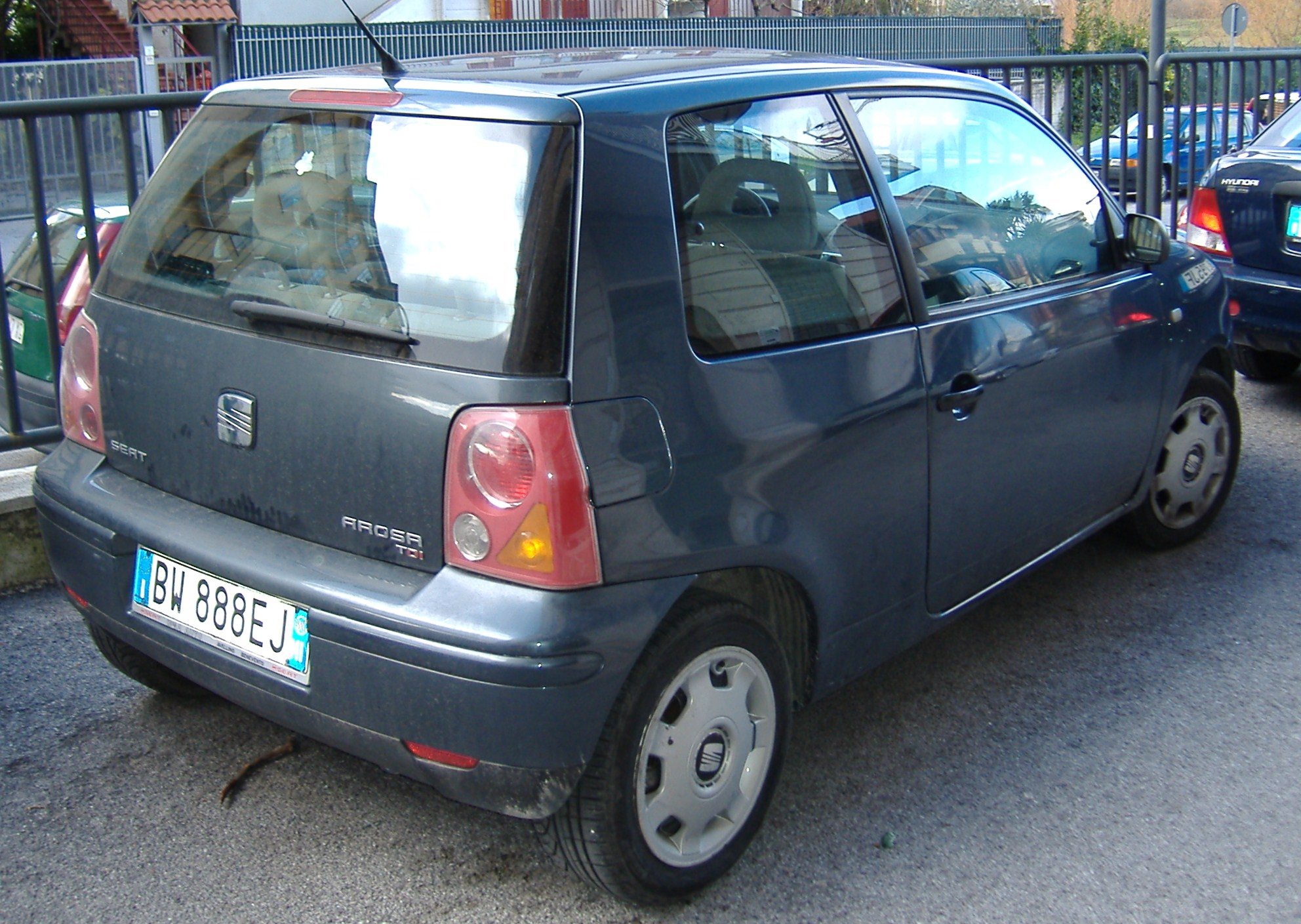
SEAT Arosa serie 2 con el fondo de faros rosados.

## Motorizaciones
Los motores de gasolina disponibles eran un 1,0 litros de 50 CV, y un 1,4 litros de 60 o 100 CV. En cuanto a los diésel, estaba disponible un 1.4 litros de 75 CV y un 1.7 litros de 60 CV. El 1,4 TDI tenía tres cilindros en línea, y los otros cuatro cilindros en línea. El gasolina 1.0 de 50 CV y el gasolina 1.4 de 60 CV tenían 8 válvulas. El gasolina 1.4 de 100 CV tenía 16 válvulas. El diésel 1.4 tenía 6 válvulas, y el diésel 1.7 tenía 8 válvulas. Estaba disponible con una caja de cambios manual de cinco marchas, o una automática de cuatro marchas, en la versión con el motor de 1.4 litros.
Tenía un consumo homologado de 3,0 L/100 km; para alcanzar esta marca, el motor se apagaba cuando se detiene la marcha, la aerodinámica fue mejorada y los neumáticos son de baja resistencia.
Utilizando gasolina sin azufre de 98 octanos, su consumo de combustible en recorrido urbano es de 6,3 L/100 km, claramente inferior a los 9,3 L/100 km del 1.4 de 100 CV.

## Acabados
En la primera fase
- Street
- Stylo
- Star
- SXE

En la segunda fase
- Select
- Stella
- Signo
- Sport

### Versiones especiales
- Arosa Open Air: (1999) es igual que el Ibiza open Air monta el techo solar de lona con motor 1.4 de 65cv

- Arosa Winner (2001, Bélgica)

- Arosa Monop (2002, Francia)

- Arosa Acqua (2002, España)

- Arosa Prima (2003, Alemania)

- Arosa Prima Plus (2003, Alemania)

- Arosa FR (2003, Italia ) Montado sobre el 16v, disponible en 2 colores gris plata con techo y retrovisores negros o a la inversa negro con techo y retrovisores en gris, además tenía unos marcos cromados en la salida central del parachoques delantero en las antinieblas y en los reflectantes del parachoques trasero.

- Arosa Evolution no confundirlo con una versión especial, más bien era una preparación por by MS Design que pretendía simular algo el diseño del prototipo Arosa Racer.

## Prototipos

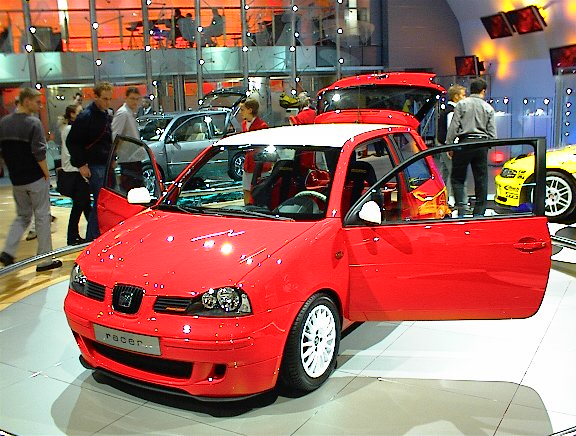
El prototipo SEAT Arosa Racer.

- SEAT Rose: En 1992 se desarrollaría un nuevo Proyecto para la creación del reemplazo del SEAT Marbella, por lo que se llegaría mediante un acuerdo conjuntamente con Suzuki, para la creación de este nuevo modelo, del cual se crearon varios conceptos y prototipos asimétricos, el modelo se fabricaría en la factoría de SEAT e equiparía una motorización con bloque tricilíndrico de 1.0 litro y una potencia en torno a los 60 CV, este desarrollado en la planta de Santana de Linares, Jaén, mediante acuerdos realizados por Suzuki.[7] Después de un tiempo cuando el modelo ya estaba el modelo practicante terminado para presentarlo, con el nombre de SEAT Rose, se decide finalmente desecharlo, ya que Suzuki abandonaría el proyecto. Más adelante SEAT retomaría el proyecto realizando algunos cambios junto a VW utilizando una parte del proyecto que sirvió para desarrollar el Arosa.[8]

- Arosa 3L Presentado en el Salón del Automóvil de Frankfurt en 1999, equipaba un motor 1.2 TDI de 61 CV tricilíndrico con una caja de cambios Triptronic el prototipo se desarrolló con materiales más ligeros tanto de carrocería como de componentes metálicos en aluminio.[9]

- Arosa Racer Presentado en 2001 se trata de un prototipo sobre la base del Arosa en un concepto tipo GTI, desarrollado entre el Centro de Desarrollo de Martorell y SEAT Sport, destaca su estética deportiva, el exterior montaba un kit aerodinámico con unos nuevos parachoques, la carrocería estaba pintada en rojo con detalles en blanco como el techo, retrovisores y llantas OZ multiradio de 15", el interior montaba unos asientos tipo bacquéts Momo con cinturones de cuatro puntos, las plazas traseras se perdían a favor de este tipo de anclaje, en la zona del maletero se sitúa una rueda de repuesto que queda en el centro junto a un extintor. La motorización era un 1.6 atmosférico de 16 válvulas y 125 CV. Este prototipo fue el primero en utilizar la denominación Racer, pues poco después SEAT presentaría el SEAT Tango y el Salga con unas variantes en color amarillo también con la denominación Racer, todos ellos con estética de competición.

- Arosa City Cruiser Presentado en el salón de Fráncfort de 2001, era un prototipo sobre la base del Arosa, con un concepto innovador en el interior, siendo un biplaza con 2 asientos, sumando un pequeño asiento infantil para niños pequeños y una especie de taburete el cual serviría para varios usos ya que incluye varios portaobjetos incluso nevera, este conjunto interior era modular por lo que se podía combinar de varias formas, también incluida 2 grandes bolsas en el maletero combinado con todo el interior tapizado en cuero marrón.[10]

## Premios
- 'Golden Steering Wheel 1997.[11]
- Premio 'Utilitário do Ano' en 1998, en Portugal.[12]